# Liste der Nummer-eins-Hits in Deutschland (1961)
Diese Liste enthält alle Nummer-eins-Hits in Deutschland im Jahr 1961. Es gab in diesem Jahr sieben Nummer-eins-Singles.
| Singles |
| --- |
| - Lale Andersen / Caterina Valente / Melina Mercouri: Ein Schiff wird kommen - 1 Monat (1. Januar – 31. Januar, insgesamt 3 Monate; → 1960) - Blue Diamonds: Ramona - 3 Monate (1. Februar – 30. April) - Buzz Clifford / Ralf Bendix und die kleine Elisabeth: Baby Sittin’ Boogie / Babysitter-Boogie - 1 Monat (1. Mai – 31. Mai) - Billy Vaughn & Orchestra / The String-A-Longs // Trio Kolenka: Wheels // Vier Schimmel, ein Wagen (Hüh-a-hoh) - 3 Monate (1. Juni – 31. August) - Freddy Quinn: La Paloma - 1 Monat (1. September – 30. September) - Gus Backus: Der Mann im Mond - 1 Monat (1. Oktober – 31. Oktober) - Nana Mouskouri: Weiße Rosen aus Athen - 2 Monate (1. November – 31. Dezember) |

## Jahreshitparade
1. Buzz Clifford / Ralf Bendix und die kleine Elisabeth: Baby Sittin’ Boogie / Babysitter-Boogie
2. Billy Vaughn & Orchestra / String-A-Longs / Trio Kolenka: Wheels / Vier Schimmel, ein Wagen (Hüh-a-hoh)
3. Gus Backus: Da sprach der alte Häuptling
4. Nana Mouskouri: Weiße Rosen aus Athen
5. Blue Diamonds: Ramona
6. Lale Andersen: Ein Schiff wird kommen (Hafen von Piräus)
7. Freddy: La Paloma
8. Ricky Nelson: Hello Mary Lou
9. Elvis Presley: Wooden Heart (Muß i denn)
10. Ivo Robić: Mit 17 fängt das Leben erst an